# Picasso (piłkarz)
Picasso, właśc. Ronei Paulo Travi (ur. 7 maja 1939 w Caneli) − piłkarz brazylijski, występujący na pozycji bramkarza.

## Kariera klubowa
Karierę piłkarską Picasso rozpoczął w klubie Cruzeiro Porto Alegre w 1960 roku. W latach 1963–1965 i 1966 występował w SE Palmeiras. Z Palmeiras wygrał Torneio Rio - São Paulo oraz zdobył mistrzostwo stanu São Paulo – Campeonato Paulista w 1963 i 1966 roku. W latach 1967–1970 i 1971 był zawodnikiem São Paulo FC. Z São Paulo FC zdobył mistrzostwo São Paulo w 1970 i 1971 roku. W latach 1970 i 1971–1972 występował we EC Bahia. Z Bahią zdobył mistrzostwo stanu Bahia – Campeonato Baiano w 1970 roku.
W latach 1972–1975 występował w Grêmio Porto Alegre. W barwach Grêmio 19 listopada 1972 w wygranym 1-0 meczu z CR Flamengo Picasso zadebiutował w lidze brazylijskiej. W 1974 roku Picasso zachował przez 601 minut czyste konto.
Karierę zakończył w Santa Cruz Recife w 1976 roku. W Santa Cruz 10 listopada 1976 w przegranym 2-4 meczu z Coritibą Picasso po raz ostatni wystąpił w lidze. Ogółem w latach 1972–1976 w lidze brazylijskiej rozegrał 98 spotkań. Z Santa Cruz zdobył mistrzostwo stanu Pernambuco – Campeonato Pernambucano w 1976 roku.

## Kariera reprezentacyjna
W reprezentacji Brazylii Picasso zadebiutował 7 września 1965 w wygranym 3-0 meczu z reprezentacją Urugwaju. Ostatni raz w reprezentacji Picasso wystąpił 17 grudnia 1968 w zremisowanym 3-3 meczu z reprezentacją Jugosławii.
| Mecze i gole w reprezentacji | Mecze i gole w reprezentacji | Mecze i gole w reprezentacji | Mecze i gole w reprezentacji | Mecze i gole w reprezentacji | Mecze i gole w reprezentacji | Mecze i gole w reprezentacji |
| #                            | Data                         | Miasto                       | Przeciwnik                   | Gol                          | Wynik                        | Rozgrywki                    |
| ---------------------------- | ---------------------------- | ---------------------------- | ---------------------------- | ---------------------------- | ---------------------------- | ---------------------------- |
| 1.                           | 07.09.1965                   | Belo Horizonte               | Urugwaj                      |                              | 3:0                          | towarzyski                   |
| 2.                           | 25.07.1968                   | Asunción                     | Paragwaj                     |                              | 4:0                          | Copa Oswaldo Cruz 1968       |
| N1.                          | 06.11.1968                   | Rio de Janeiro               | Drużyna Gwiazd FIFA          |                              | 2:1                          | towarzyski                   |
| 3.                           | 14.12.1968                   | Rio de Janeiro               | RFN                          |                              | 2:2                          | towarzyski                   |
| 4.                           | 17.12.1968                   | Rio de Janeiro               | Jugosławia                   |                              | 3:3                          | towarzyski                   |